# Das (Catalogne)
Pour les articles homonymes, voir Das.
Das est une commune de la comarque de Basse-Cerdagne dans la province de Gérone en Catalogne (Espagne).

## Géographie
Commune située dans les Pyrénées.

## Lieux et monuments
- Église de Sant Llorenç, de style roman, avec un autel baroque.
- Église Sant Iscle i Santa Victoria de Sanavastre, de style roman
- Église Sainte-Marie de Mosoll, de style roman

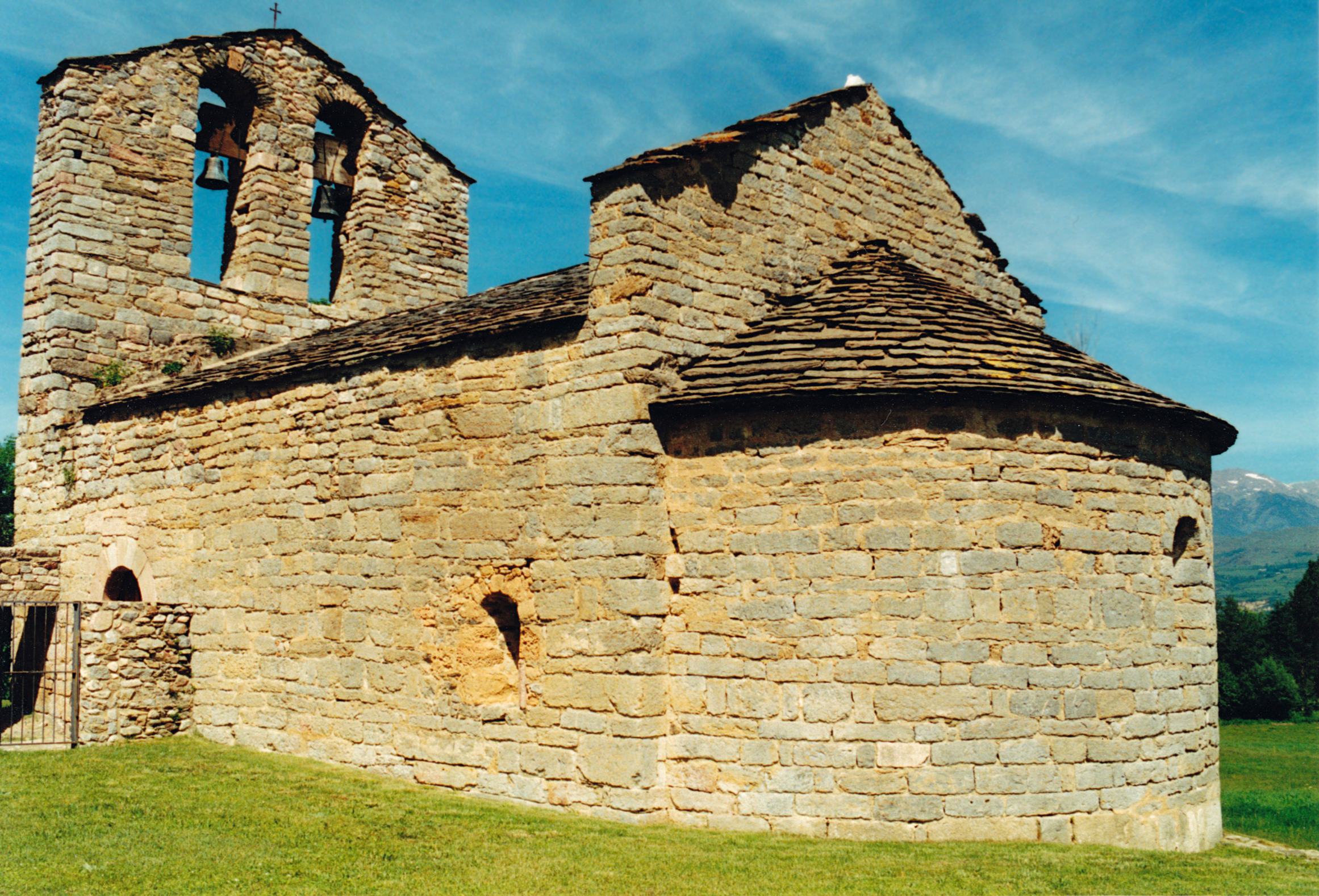
Église Sainte-Marie de Mosoll